# Hixinio Puentes Novo
 Hixinio Puentes Novo  (Mañón, Galiza, 1952) é um  mestre de profissão e investigador da história do seu concelho, escritor e autor de diversos estudos relacionados com o mundo do mar. 
Como escritor, trabalha em romances e investigação histórica, em língua galega e espanhola; alcançou em 1999 o accesit do Prêmio de Xornalismo David Fojo com uma série de artigos publicados n'A Voz de Ortigueira. Como narrador, alcançou também o prêmio Eixo Atlântico de Narrativa Galega e Portuguesa. Foi-lhe concedido o prêmio Risco de Criaçao Literária em 2009 .
Como investigador destacam-se seus estudos sobre a costa norte da Galiza, como o centrado nos naufrágios acontecidos na província marítima de Ferrol ou sobre a procela (galerna) de 1961. En 2021 foi nomeado Cronista Oficial do concelho de Mañón.  

## Obra
Como narrador publicou os romances:
- O bandido Casanova (Xerais 2000), Premio Pastor Díaz 1999
- Aguillóns de Ortegal (Xerais, 2005). Romance que  dá conta, em forma de relato autobiográfico, do marinheiro Fonseca.
- Monbars, o Exterminador, 2006. Premio Eixo Atlântico de Narrativa Galega e Portuguesa. É um romance ambientado no século XVII que tem como protagonista o pirata francês do mesmo nome.
- A do vinte e un, 2009. Romance com o qual obteve o prêmio Risco de Criaçao Literária em 2009[2].

Trabalhos de investigação:
- A galerna de 1961. Edicións Lea, 2006, ISBN 84-95444-64-X
- Os naufraxios da Galicia norte. Edicións Lea, Santiago, 2003.
- Matrícula de Bilbao. Investigação sobre grandes buques.

## Ligaçoes externas
- Obra de Hixinio Puentes (em galego)
- Entrevista a Hixinio Puentes (em galego)